# Mirassol d'Oeste
Mirassol d'Oeste este un oraș în Mato Grosso (MT), Brazilia.